# Let Me Entertain You
 (avril 2016).
Si vous disposez d'ouvrages ou d'articles de référence ou si vous connaissez des sites web de qualité traitant du thème abordé ici, merci de compléter l'article en donnant les références utiles à sa vérifiabilité et en les liant à la section « Notes et références ».
Albums de Amanda Lear
My Happiness Tuberose
Singles
1. Prima Del Tuo Cuore (feat Gianluca De Rubertis)[1]
Sortie : 29 avril 2016
2. The Best Is Yet To Come[2]
Sortie : 4 mai 2016
3. Catwalk
Sortie : 27 janvier 2017

Let Me Entertain You est le dix-neuvième album studio d'Amanda Lear, paru le 01 Juin 2016. Cet album a été conçu comme un spectacle musical, parcourant à travers de nouvelles chansons et des reprises sa vie et sa personnalité.

## Description
Composé de 18 titres chantés en français (une première) et en anglais, les thèmes des chansons abordent quelques étapes de son parcours : mannequin, groupie rock, actrice... Elle reprend aussi For me formidable qu’elle avait eu l’occasion de chanter à la demande de Charles Aznavour dans Vivement Dimanche (émission du 03 mai 2015). 
Amanda Lear est accompagnée par les cordes de Secession Orchestra sur des titres passant du cabaret à la variété pop française et quelques titres Dance. Elle a voulu aussi rendre hommage à ses années disco en reprenant ses hits Follow me et Fashion pack mais aussi Can't Take My Eyes Off You et Macho Man des Village People. Le CD comprend en plus de l'album un live d'Amanda Lear, qui interprète son album en intégralité sur scène devant un public, et accompagnée de danseurs et de l'orchestre.
Le single extrait de cet album, Catwalk, se classe onzième des charts Dance au Royaume-Uni en mai 2017.
L'album ressort dans une nouvelle édition sous forme vinyle intitulée "édition Gold" le 11 octobre 2024 (le 08 novembre 2024 en version CD) avec une tracklist remaniée et deux nouvelles chansons : What a Difference a Day Makes et Let's Do It (Let's Fall in Love).

## Promotion
Pour la promotion de cet album, Amanda Lear chante la ballade La Rumeur sur le plateau des émissions C à Vous et Le Grand 8, et la chanson Couleurs sur le plateau d'Amanda Scott sur France 2. La chanson The Best is Yet to Come est choisie comme single promotionnel en France. En Italie, c'est une autre chanson extraite de l'album, Prima del tuo cuore (avec Gianluca De Rubertis), qui sort en single et bénéficie d'un clip vidéo. Plusieurs extraits du live de l'édition deluxe de l'album sont également publiés sur la chaîne YouTube officielle d'Amanda Lear. 
La chanson Can't Take My Eyes Off You est interprétée plusieurs fois à la télévision dans les années suivant la parution de l'album, notamment le 13 octobre 2018 lors de l'anniversaire de Jean-Paul Gaultier, et lors de la soirée ''Les 50 ans du Disco - Les Stars chantent pour le Sidaction'' en mai 2023, programmes tous deux diffusés sur France 2.

## Titres
1. Let Me Entertain You
2. Good to Be Bad
3. Si tu savais ma belle
4. Couleurs
5. Mad About the Boy
6. La Rumeur
7. Moi je t'aime aujourd'hui
8. The Best Is Yet to Come
9. Catwalk
10. Fashion Pack
11. Can't Take My Eyes Off You
12. Macho Man
13. Follow Me
14. The Actress
15. Prima del tuo cuore
16. La Belle Vie
17. For Me Formidable
18. Smile

## Production

### Singles extraits de l'album
- Catwalk (avec plusieurs remixes).

## Ventes
| Chart (2016)    | Meilleure position |
| --------------- | ------------------ |
| France (Albums) | 160                |
| Italie          | 80                 |